# Juan Guillermo de Sajonia-Jena
El Duque Juan Guillermo de Sajonia-Jena (Jena, 28 de marzo de 1675 - Jena, 4 de noviembre de 1690) fue un duque de Sajonia-Jena.

## Biografía
Era el hijo menor, aunque único superviviente, del Duque Bernardo II de Sajonia-Jena con su esposa María Carlota, hija de Henri de La Trémoille, 3.º Duque de Thouars, 2.º Duque de La Tremoille, y Príncipe de Talmond y Taranto.
Cuando solo tenía tres años de edad (1678) sucedió a su padre como Duque de Sajonia-Jena. De acuerdo con las instrucciones testamentarias de su padre, su tío, el Duque Juan Ernesto II de Sajonia-Weimar asumió al custodia y regencia del ducado; cuando murió en 1683, otro tío, el Duque Juan Jorge I de Sajonia-Eisenach, asumió la regencia. Tres años más tarde (1686), el nuevo regente también murió, y su primo (hijo del último Duque Juan Ernesto II) y cuñado (estaba casado con su única hermana —su hermana mayor—, Carlota María), el Duque Guillermo Ernesto de Sajonia-Weimar, fue elegido para la regencia.
Ya que Juan Guillermo vivió solo quince años y no alcanzó la edad adulta, nunca gobernó. Con su muerte la línea de los Duques de Sajonia-Jena llegó a su extinción, y el ducado fue dividido entre Sajonia-Weimar y Sajonia-Eisenach.
| Predecesor: Bernardo II | Duques de Sajonia-Jena 1678-1690 | Sucesor: Ducado dividido entre Sajonia-Weimar y Sajonia-Eisenach |

- Datos: Q67865